# Wereldkampioenschappen roeien 1970
De 3e editie van de wereldkampioenschappen roeien werd in 1970 gehouden in St. Catharines, Canada. Het toernooi staat onder auspiciën van de wereld roeifederatie FISA.
Aan het toernooi deden alleen mannen mee.

## Medaillewinnaars

### Mannen
| Bootklasse      | Goud | Goud    | Zilver | Zilver | Brons | Brons |
| Skiff M1x       | Alberto Demiddi | 7.16,54 | Götz Draeger |        | Jaroslav Hellebrand |       |
| Dubbel twee M2x | Denemarken Jörgen Engelbrecht Niels Secher | 6.28,68 | Duitse Democratische Republiek Hans-Ulrich Schmied Joachim Böhmer |        | Verenigde Staten John van Blom Thomas McKibbon                                                                                      |       |
| Twee zonder M2- | Duitse Democratische Republiek Peter Gorny Werner Klatt | 6.57,81 | Polen Alfons Slusarski Jerzy Broniec |        | West-Duitsland Udo Brecht Lutz Ulbricht                                                                                             |       |
| Twee met M2+    | Roemenië Ștefan Tudor Petre Ceapura Ladislau Lovrenschi | 7.25,30 | Duitse Democratische Republiek Hartmut Schreiber Manfred Schmorde Klaus-Dieter Ludwig                                                                                             |        | Sovjet-Unie Vladimir Eshinov Nikolay Ivanov Walentin Kostizin                                                                       |       |
| Vier zonder M4- | Duitse Democratische Republiek Frank Forberger Frank Rühle Dieter Grahn Dieter Schubert                                                                                       | 6.23,15 | West-Duitsland Joachim Ehrig Peter Funnekötter Claus Schneggenburger Wolfgang Plottke                                                                                             |        | Denemarken Erik Petersen Tom Hindsby Kurt Helmudt Poul Nielsen                                                                      |       |
| Vier met M4+    | West-Duitsland Peter Berger Hans-Johann Färber Gerhard Auer Alois Bierl Stefan Voncken                                                                                        | 6.28,55 | Duitse Democratische Republiek Bernd Meerbach Rolf Zimmermann Jochen Mietzner Karl-Heinz Prudöhl Karl-Heinz Danielowski                                                           |        | Noorwegen Alf Hansen Finn Tveter Tom Welo Peter Waerness Finn Aronsen                                                               |       |
| Acht M8+        | Duitse Democratische Republiek Ernst Otto Borchmann Rolf Jobst Dietrich Zander Reinhard Gust Eckhard Martens Bernd Ahrendt Klaus-Peter Foppke Hans-Joachim Puls Reinhard Zahn | 5.36,1  | Sovjet-Unie Nikolai Sumatikhin Aleksandr Martyshkin Aleksandr Ryazankin Victor Melnikov Benjaminas Nacevičius Mindaugas Vaitkus Victor Levchin Aleksandr Visotski Viktor Mikheyev |        | Nieuw-Zeeland Warren Cole Wybo Veldman Murray Watkinson John Hunter Dick Joyce Dudley Storey Gary Robertson Gil Cawood Simon Dickie |       |

## Medaillespiegel
| Plaats | Land                           | Goud | Zilver | Brons | Totaal |
| 1      | Duitse Democratische Republiek | 3    | 4      | 0     | 7      |
| 2      | West-Duitsland                 | 1    | 1      | 1     | 3      |
| 3      | Denemarken                     | 1    | 0      | 1     | 2      |
| 4      | Argentinië                     | 1    | 0      | 0     | 1      |
| 4      | Roemenië                       | 1    | 0      | 0     | 1      |
| 6      | Sovjet-Unie                    | 0    | 1      | 1     | 2      |
| 7      | Polen                          | 0    | 1      | 0     | 1      |
| 8      | Nieuw-Zeeland                  | 0    | 0      | 1     | 1      |
| 8      | Noorwegen                      | 0    | 0      | 1     | 1      |
| 8      | Tsjecho-Slowakije              | 0    | 0      | 1     | 1      |
| 8      | Verenigde Staten               | 0    | 0      | 1     | 1      |
| Totaal | Totaal                         | 7    | 7      | 7     | 21     |

Edities

1962 Luzern · 
1966 Bled · 
1970 St. Catharines · 
1974 Luzern · 
1975 Nottingham · 
1976 Villach · 
1977 Amsterdam · 
1978 Hamilton (alleen zwaar) · 
1978 Kopenhagen (alleen licht) · 
1979 Bled · 
1980 Hazewinkel · 
1981 München · 
1982 Luzern · 
1983 Duisburg · 
1984 Montréal · 
1985 Hazewinkel · 
1986 Nottingham · 
1987 Kopenhagen · 
1988 Milaan · 
1989 Bled · 
1990 Lake Barrington · 
1991 Wenen · 
1992 Montréal · 
1993 Račice · 
1994 Indianapolis · 
1995 Tampere · 
1996 Motherwell · 
1997 Aiguebelette · 
1998 Keulen · 
1999 St. Catharines · 
2000 Zagreb · 
2001 Luzern · 
2002 Sevilla · 
2003 Milaan · 
2004 Banyoles · 
2005 Gifu · 
2006 Eton · 
2007 München · 
2008 Ottensheim · 
2009 Poznań · 
2010 Hamilton · 
2011 Bled · 
2012 Plovdiv · 
2013 Chungju · 
2014 Amsterdam ·
2015 Aiguebelette ·
2016 Rotterdam ·
2017 Sarasota ·
2018 Plovdiv ·
2019 Ottensheim ·
2020 Bled ·
2021 Shanghai ·
2022 Račice ·
2023 Belgrado ·
2024 St. Catharines ·
2025 Shanghai · 
2026 Amsterdam

Onderdelen

Skiff · 
Lichte skiff · 
Dubbel twee · 
Lichte dubbel twee · 
Twee zonder · 
Lichte twee zonder · 
Twee met

Dubbel vier · 
Dubbel vier met · 
Lichte dubbel vier · 
Vier zonder · 
Lichte vier zonder · 
Vier met · 
Acht · 
Lichte acht